# Limnocnida biharensis
Limnocnida biharensis är en nässeldjursart som beskrevs av Firoz-Ahmad, Sen, Mishra och Himender Bharti 1986. Limnocnida biharensis ingår i släktet Limnocnida och familjen Olindiasidae. Inga underarter finns listade i Catalogue of Life.